# Amarodytes oberthueri
Amarodytes oberthueri är en skalbaggsart som beskrevs av Régimbart 1900. Amarodytes oberthueri ingår i släktet Amarodytes och familjen dykare. Inga underarter finns listade i Catalogue of Life.